# Tour della nazionale maschile di rugby a 15 del Sudafrica 1956
Il Tour della Nazionale di rugby a 15 del Sudafrica 1956 fu una lunga serie di incontri di rugby a 15 che vide protagonista la nazionale sudafricana in tour. Gli Springboks, ossia la nazionale sudafricana di "rugby a 15" compiono un lungo tour che tocca sia l'Australia che la Nuova Zelanda.
Gli Springboks battono due volte l'Australia e strappano una vittoria su 4 partite agli All Blacks.

## Risultati
Sistema di punteggio: meta = 3 punti, Trasformazione=2 punti. Punizione e calcio da mark= 3 punti. drop = 3 punti. 
| Canberra 15 maggio 1956 | ACT | 6 – 41 | Sudafrica XV |  |

| Sydney 19 maggio 1956 | New South Wales | 8 – 15 | Sudafrica XV | Cricket Ground |

| Tamworth 22 maggio 1956 | NSW Country | 8 – 15 | Sudafrica XV |  |

| Arbitro: | Roger Vanderfield |

|  |           |                               |
|  | Marcatori | mete: Nel, Retief c.p.:Vivier |

| Brisbane 29 maggio 1956 | Queensland | 3 – 47 | Sudafrica XV | Exibithion Ground |

| Arbitro: | Tom Moore |

|  |           |                                            |
|  | Marcatori | mete:Dryburgh, Retief drop van Vollenhoven |

| Hamilton 9 1956 | Waikato | 14 – 10 | Sudafrica XV | Rugby Park |

| Whangarei 13 giugno 1956 | North Auckland | 0 – 3 | Sudafrica XV | Okara Park |

| Auckland 16 giugno 1956 | Auckland | 3 – 6 | Sudafrica XV | Eden Park |

| Palmerston North 20 giugno 1956 | Manawatu-Horowenhua | 3 – 14 | Sudafrica XV | Shogrounds Oval |

| Wellington 23 giugno 1956 | Wellington | 6 – 8 | Sudafrica XV | Athletic Park |

| Gisborne 27 giugno 1956 | Poverty Bay-East Cost | 0 – 22 | Sudafrica XV | Rugby Park |

| Napier 30 giugno 1956 | Hawke's Bay | 8 – 20 | Sudafrica XV | McLean Park |

| Nelson 4 luglio 1956 | Nelson-Marloborlouh-Golden Bay-Motueka | 3 – 41 | Sudafrica XV | Trafalgar Park |

| Dunedin 7 luglio 1956 | Otago | 9 – 14 | Sudafrica XV | Carisbrook |

| Arbitro: | F.Parkinson |

|                                       |           |                          |
| mete: Jarden R:White trasf.: Jarden 2 | Marcatori | mete: Howe c.p.: Dryburg |

| Timaru 18 luglio 1956 | SouthCanterbury, Mid Canterbury , North Otago | 8 – 20 | Sudafrica XV | Fraser Park |

| Christchurch 21 luglio 1956 | Canterbury | 9 – 6 | Sudafrica XV | Lancaster Park |

| Westport 25 luglio 1956 | West Coast Buller | 27 – 6 | Sudafrica XV |  |

| Invercagill 28 luglio 1956 | Southland | 12 – 23 | Sudafrica XV | Rugby Park |

| Masterton 31 luglio 1956 | Waiparapa-Bush | 8 – 19 | Sudafrica XV | Solway Park |

| Arbitro: | F. Parkinson |

|             |           |                                       |
| mete: Brown | Marcatori | mete: du Rand, Reitef trasf.: Viviers |

| Wangabui 8 agosto 1956 | Wanganui-King Country | 16 – 36 | Sudafrica XV | Spriggins Park |

| New Plymouth 11 agosto 1956 | Taranaki | 3 – 3 | Sudafrica XV | Rugby Park |

| Arbitro: | W. Fright |

|                                                        |           |                                           |
| mete: Dixon Jarden White trasf.: Clarke c.p.: Clarke 2 | Marcatori | mete: Lochner Rosenberg trasf.: Viviers 2 |

| Wellington 22 agosto 1956 | Nuova Zelanda Universitaria | 22 – 15 | Sudafrica XV | Athletic Park |

| Auckland 25 agosto 1956 | New Zealand Māori | 0 – 37 | Sudafrica XV | Eden Park |

| Roturoa 28 agosto 1956 | Thames Valley-Counties-Bay of Plenty | 6 – 17 | Sudafrica XV | A & P Showgrounds |

| Arbitro: | W. Wright |

|                                             |           |                               |
| mete: P.Jones trasf.: Clarke c.p.: Clarke 2 | Marcatori | mete: Dryburg trasf.: Viviers |